# 平山镇 (兰西县)
平山镇，是中华人民共和国黑龙江省绥化市兰西县下辖的一个乡镇级行政单位。

## 行政区划
平山镇下辖以下地区：
复兴村、和兴村、吉兴村、伟兴村、海兴村、前兴村、民兴村、大兴村、北兴村和新兴村。